# Sveton
Sveton (Gaius Svetonius Tranquilius) (c. 70 e.Kr. – efter 130 e.Kr.) var en romersk embedsmand, sprogforsker og antikvar. Han er bedst kendt for sit værk Om Cæsarernes liv (De vita Caesarum). Sveton var af ridderstand og besad forskellige sekretærstillinger øverst i den kejserlige administration. Han var bl.a. en del af Plinius den Yngres stab i Pontus, da han var proconsul. Bortset fra få fragmenter fra hans omfangsrige forfatterskab er kun biografien om de tolv kejsere fra Julius Cæsar til Domitian bevaret.

## Værket
Svetons biografier om de tolv kejsere er opdelt tematisk, dvs. de består af afsnit, som beskriver kejserens dyder og laster, hans spise- og seksualvaner, hans humor osv., men modsat andre antikke forfattere som Plutark udleder Sveton ikke moraliserende konklusioner om kejserne. Beskrivelserne er heller ikke kronologiske, og de politiske aspekter er næsten helt fraværende i Svetons skildring. Det betyder, at de er en dårlig kilde til den tidlige kejsertids politiske historie, men en god mentalitetshistorisk kilde til den romerske overklasse.
Værket De vita Caesarum er næsten bevaret i sin helhed; kun de første dele om Julius Cæsars oprindelse og barndom mangler.

## Eksterne link
- The Lives of the Twelve Caesars at LacusCurtius (Original Latinsk tekst, samt engelsk oversættelse)